# Begum Rokeya
Begum Rokeya Sakhawat Hossain, comúnmente conocida como Begum Rokeya (Rangpur, 9 de diciembre de 1880 – Calcuta, 9 de diciembre de 1932), fue una escritora bengalí, pensadora, educadora, activista social y defensora de los derechos de la mujer. Considerada como la feminista pionera de Bangladés, escribió novelas, poemas, cuentos, ciencia ficción, sátiras, tratados y ensayos. En sus escritos, sostuvo que tanto hombres como mujeres deben ser tratadas como seres racionales por igual, y que la falta de educación es la principal razón de la discriminación hacia las mujeres. Sus principales obras incluyen Abarodhbasini, un ataque a las formas extremas de purdah que ponen en peligro las vidas y los pensamientos, El sueño de la sultana, una novela de ciencia ficción situada en un lugar llamado "Lady Land", un mundo gobernado por mujeres; Padmarag ("Esencia de Loto", 1924), otra novela utópica feminista y Motichur, colección de ensayos en dos volúmenes.
Rokeya sugirió que la educación de la mujer es la principal condición de la liberación de la mujer; por lo tanto, estableció la primera escuela dirigida principalmente a las niñas musulmanas bengalíes en Calcuta. Se dice que Rokeya fue de casa en casa a fin de persuadir a los padres a enviar a sus hijas a su escuela. Hasta su muerte, dirigió la escuela a pesar de enfrentar la crítica hostil y diversos obstáculos sociales.
En 1916, fundó la Asociación de Mujeres Musulmanas, una organización que luchó por la educación y el empleo de las mujeres. En 1926, Rokeya presidió la Conferencia de Educación de la Mujer Bengalí convocado en Calcuta, que fue el primer intento significativo para reunir a las mujeres en apoyo del derechos a la educación. Estuvo involucrada en debates y conferencias en relación con los avances de la mujer hasta su muerte el 9 de diciembre de 1932, poco después de presidir una sesión durante la Conferencia de la Mujer de la India.
En Bangladés se celebra el "Día Rokeya" el 9 de diciembre de cada año para conmemorar su obra y legado. En ese día, el gobierno de Bangladés confiere el Begum Rokeya Padak, un homenaje a mujeres que hayan realizado una contribución excepcional en la lucha por el reconocimiento de los derechos de la mujer. En 2004, Rokeya se colocó en el 6.º lugar en una encuesta sobre los más importantes bengalíes de todos los tiempos realizada por la BBC.

## Vida

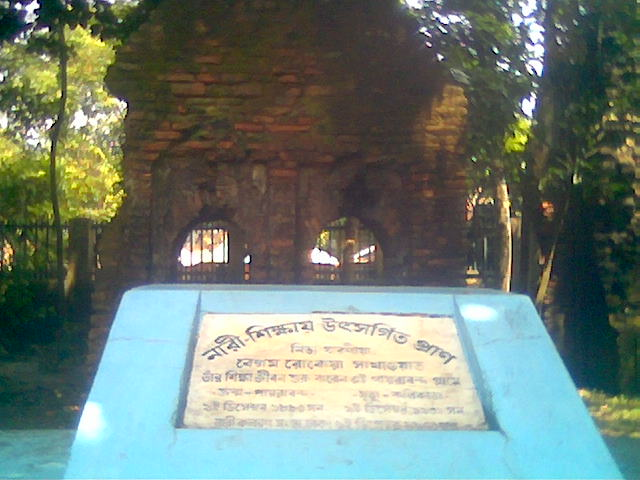
Lugar de nacimiento de Begum Rokeya (Rangpur)

Rokeya Khatun nació en 1880 en el pueblo de Pairabondh, Mithapukur, Rangpur, en el actual territorio de Bangladés, en lo que entonces era el Imperio Británico de la India. Su padre, Jahiruddin Muhammad Abu Ali Haidar Saber, era un zamindar de buen nivel de educación que se casó cuatro veces; su matrimonio con Rahatunnessa dio como resultado el nacimiento de Rokeya, que tenía dos hermanas y tres hermanos, uno de los cuales murió en la infancia. El hermano mayor de Rokeya, Ibrahim Saber, y su hermana mayor inmediata Karimunnesa, tuvieron una gran influencia en su vida. Karimunnesa quería estudiar bengalí, el idioma de la mayoría en Bangladés, a pesar de la oposición de la familia debido a que los musulmanes de clase alta de la época preferían utilizar el árabe y el persa como medio de educación, en lugar de su lengua materna. Ibrahim le enseñó inglés y bengalí a Rokeya y Karimunnesa.
Karimunnesa se casó a la edad de catorce años, ganando más tarde reputación como poetisa. Sus dos hijos, Nawab Abdul Karim Gaznawi y Nawab Abdul Halim Gaznawi, se hicieron famosos en la arena política y ocuparon carteras ministeriales bajo la ocupación británica.
Rokeya se casó a la edad de dieciséis años en 1896. Su marido, hablante nativo de urdu, Khan Bahadur Sakhawat Hussain, fue el magistrado suplente de Bhagalpur, que ahora es un distrito en el estado indio de Bihar. Fue el segundo matrimonio de Sakhawat quien tenía entonces 38 años. Sakhawat era miembro de la Real Sociedad Agrícola de Inglaterra. Se casó con Rokeya después de la muerte de su primera esposa. Como era de mentalidad liberal y tenía mucho interés en la educación de las mujeres, alentó a Rokeya a continuar el trabajo de su hermano animándola a seguir aprendiendo bengalí e inglés. También la animó a escribir, y siguiendo este consejo Rokeya adoptó el bengalí como lengua principal de sus obras literarias, ya que era el lenguaje del pueblo. Rokeya inició su carrera literaria en 1902 con un ensayo titulado Pipasa en bengalí (Sed). También publicó los libros Motichur (1905) y El sueño de la Sultana (1908) durante la vida de su marido.
En 1909, Sakhawat Hussain murió. Había alentado a su esposa a ahorrar dinero para iniciar una escuela destinada a las mujeres musulmanas. Cinco meses después de su muerte, Rokeya estableció una escuela secundaria en memoria de su esposo, dándole el nombre de Bachillerato de Niñas Sakhawat Memorial. Comenzó a funcionar en Bhagalpur, una zona tradicionalmente de lengua urdu, con sólo cinco estudiantes. Una disputa con la familia de su marido sobre las propiedades la obligó a trasladar la escuela en 1911 a Calcuta, una zona de habla bengalí. Actualmente es una de las escuelas más populares de la ciudad para las niñas y ahora es dirigida por el gobierno del estado de Bengala Occidental.

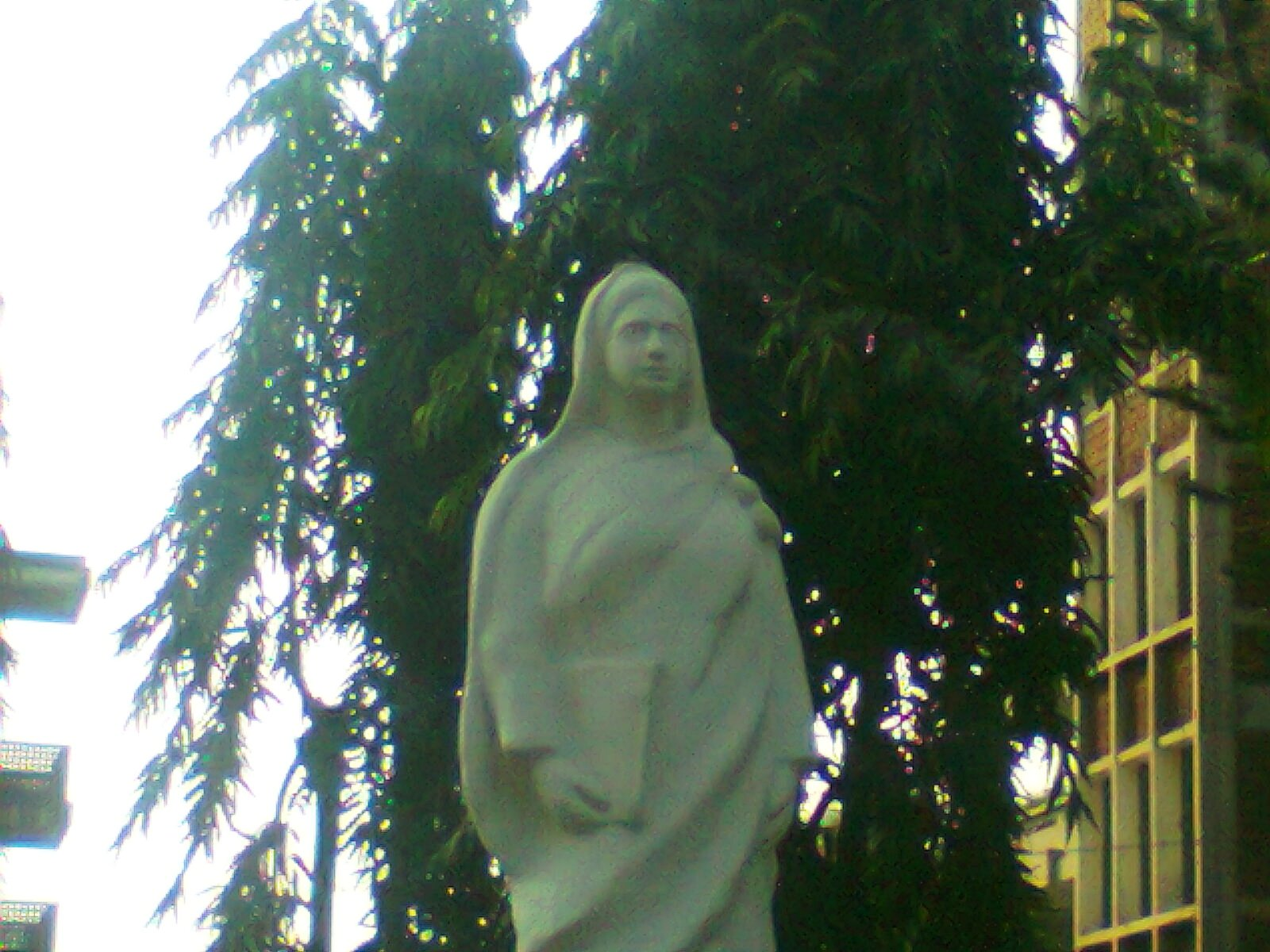
estatua de Begum Rokeya en el Rokeya Hall, Universidad de Daca.

Rokeya también fundó la Anjuman e Khawateen e Islam (Asociación de Mujeres Musulmanas), que se dedicó a organizar debates y conferencias sobre la situación de la mujer y la educación. Abogó por la reforma, en particular para las mujeres, y creía que la mentalidad localista y el conservadurismo excesivo eran los principales responsables del desarrollo relativamente lento de los musulmanes en la India británica. Rokeya es considerada una de las primeras feministas musulmanas. Se inspiró en el aprendizaje tradicional musulmán tal como se enuncia en el Corán, y creía que el islam moderno había sido distorsionado o dañado; Anjuman e Khawateen e Islam organizó muchos eventos por las reformas sociales sobre la base de las enseñanzas originales del Islam que, según ella, se habían perdido.
Rokeya se dedicó a la escuela, la asociación, y a sus escritos durante el resto de su vida. Murió de problemas cardíacos el 9 de diciembre de 1932, en su cumpleaños número 52.
La tumba de Rokeya en Sodepur fue redescubierta gracias a los esfuerzos del historiador Amalendu De.

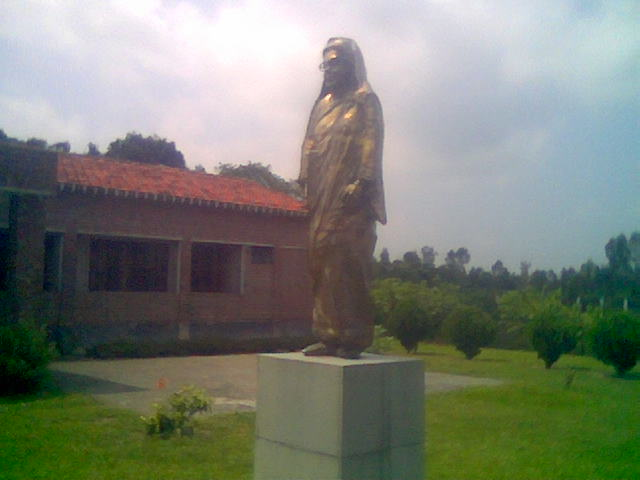
Estatua de Begum Roquia en el Begum Rokeya Memorial Centre, Pairabondh, Mithapukur, Rangpur.

## Obra
- Pipasha ("Thirst", 1902).
- Motichur (ensayos, 1.º vol. 1904, 2.º vol. 1922). El segundo volumen de Motichur incluye historia y leyendas como Saurajagat (El Sistema Solar), Delicia Hatya, Jvan-phal (El Fruto del Conocimiento), Nari-Sristi (Creación de la Mujer), Nurse Nelly, Mukti-phal (La Fruta de la Emancipación), etc.
- El Sueño de la Sultana, (sátira, 1908) es una obra notable de ciencia ficción feminista incluyendo un utópico cambio de roles entre varón y mujer. Se trata de una pieza satírica, una utopía feminista, que tiene lugar en un sitio llamado Lady Land, un mundo dirigido por mujeres.[12]
- Padmarag (novela, 1924). Una utopía feminista.
- Oborodhbashini ("Las mujeres solitarias", 1931)
- Boligarto (cuento corto).
- Narir Adhikar ("Los derechos de la mujer"), un ensayo inconcluso de la Asociación de Mujeres Musulmanas.
- God Gives, Man Robs (Dios da, el hombre roba), 1927, reeditado como Dios da, el hombre roba, y otros escritos, Daca, Narigrantha Prabartana, 2002
- Education Ideals for the Modern Indian Girl (Ideales educativos para la moderna niña de la India), 1931, reeditado como Rokeya Rachanabali, Abdul Quadir (editor), Daca, Academia Bangla, 2006.

Begum Rokeya escribió distintos géneros: cuentos, poemas, ensayos, novelas y escritos satíricos, desarrollando un estilo literario distintivo, que se caracterizó por la creatividad, la lógica y un sentido del humor irónico. Comenzó a escribir en el Nabanoor desde alrededor de 1903, bajo el nombre de la señora R. S. Hossain. Sin embargo, existe la opinión de que su primer escrito publicado Pipasha apareció en el Nabaprabha en 1902. Escribió regularmente para el Saogat, Mahammadi, Nabaprabha, Mahila, Bharatmahila, Al-Eslam, Nawroz, Mahe-Nao, Bangiya Mussalman Sahitya Patrika, The Mussalman, Indian Ladies Magazine, etc. Sus escritos convocaban a las mujeres a protestar contra las injusticias y romper las barreras sociales que las discriminaban.